# 奧亞河
奧亞河是俄羅斯的河流，屬於葉尼塞河的右支流，由克拉斯諾亞爾斯克邊疆區負責管轄，河道全長240公里，流域面積4,500平方公里，河水主要來自雨水和融雪，每年十一月至翌年四月結冰。